# Monitoring pracy komputera
Monitoring pracy komputera – śledzenie czynności wykonywanych przez użytkownika na danym komputerze. Do monitoringu komputera wykorzystywane są rozwiązania sprzętowe (np. keyloggery) oraz programowe (programy szpiegujące). Monitoring stosuje się do kontroli pracy personelu lub zabawy dziecka przy komputerze.